# Johan Wilhelm Cornelius Krieger
 Der er flere personer med dette navn, se Johan Cornelius Krieger.
Johan Wilhelm Cornelius Krieger (født 17. april 1788 i København, død 7. marts 1857 på Vosnæsgård) var en dansk søofficer og godsejer, bror til Christian Krieger.

## Uddannelse
Han var søn af kontreadmiral Johan Cornelius Krieger og 1. hustru født Bornemann, blev kadet i Marinen 1799, sekondløjtnant 1805, premierløjtnant 1809, kaptajnløjtnant 1816, kaptajn 1825, kommandørkaptajn 1839 og kommandør 1842. 1807 var han om bord i vagtskibet i Øresund, fregatten Frederiksværn, som forgæves søgte at undfly englænderne og efter en kort kamp 14. august ved Vingø måtte overgive sig. Året efter deltog han om bord i linjeskibet Prins Christian Frederik i den bekendte kamp ved Sjællands Odde 22. marts, hvilken kamp endte med linjeskibets ødelæggelse. 1811 ansattes han som chef for de ved Korsør stationerede kanonbåde. 1812-13 gjorde Krieger tjeneste på Scheldeflåden under admiral Jost van Dockum. 1814 rejste han med Frederik VI's suite til Wien og var der under kongressen. 1818-21 var han uden for nummer og førte i den tid et koffardiskib på Vestindien, senere, efter nogle vagtskibsposter, 1823-24 chef for briggen St. Jan i Vestindien samt 1833 chef for korvetten Galathea i Middelhavet, hvorfra han hjemførte en del af Bertel Thorvaldsens arbejder. 1842 udnævntes Krieger til kammerherre og blev omtrent samtidig deputeret i den jyske stænderforsamling. 1847 blev han chef for 1. division. I Treårskrigen 1848-50 tog han ikke aktiv del, men var 1850 medlem af General-Krigsretten, der nedsattes til bedømmelse af Egernførdeaffæren. Året efter blev han medlem af kommissionen om Gammelholms flytning, men søgte senere samme år sin afsked og fik da karakter af kontreadmiral. Sine sidste år henlevede han på sin ejendom Vosnæsgård ved Aarhus, som han havde købt 1835, og hvor han døde 7. marts 1857. Krieger var blevet Ridder af Dannebrogordenen 1829 og Dannebrogsmand 1846.
Krieger blev gift 17. marts 1811 i Holmens Kirke med Anne Sophie Rawert (29. april 1788 i Christiania - 15. juli 1863 på Rungstedgård), datter af premierløjtnant, professor, senere generalkrigskommissær, stadskonduktør J.H. Rawert (1751-1823) og Anna Maria Krieger (1758-1826).
Han er begravet på Skødstrup Kirkegård.

## Gengivelser
- Portrætmaleri af Hans Hansen 1810 (familieeje)
- Litografi af I.W. Tegner & Kittendorff 1869 (Det Kongelige Bibliotek) efter portrætmaleri 1830 af Louis Aumont